# Marek Gieruszczak
Marek Gieruszczak (ur. 1956) – jeleniogórski biznesmen i były kierowca rajdowy, dwukrotny rajdowy wicemistrz Polski.

## Kariera
Pierwsze kroki na rajdowych trasach mistrzostw Polski Marek Gieruszczak stawiał w 1987 roku startując w markowej klasie Fiata 126p. W 1990 przesiadł się do Toyoty Corolli i zaczął zdobywać pierwsze punkty w klasyfikacji generalnej RSMP.
W 1990 roku wygrał dosyć nietypowy wyścig na ulicach Rzeszowa. W biegu półfinałowym pokonał m.in. późniejszego kolegę z zespołu Toyota Motor Poland, Pawła Przybylskiego (jeżdżącego wtedy Audi Coupé quattro), a w finale mimo startu o minutę i 20 sekund za Wojciechem Cołoszyńskim (Fiat 126p) dogonił go na ostatniej prostej.
Na Rajdzie Krakowskim w 1991 roku pojawił się jako pierwszy kierowca z Polski za kierownicą modelu Celica GT4 ST165. Pojazd był zgłoszony w grupie A, ale w rzeczywistości był prawie całkowicie seryjny. Mimo to Gieruszczak wygrał na własnym terenie w Rajdzie Karkonoskim, a w innych imprezach trzymał się w czołowej dziesiątce zawodników.
Pod koniec sezonu 1992 został zaangażowany do zespołu Toyota Motor Poland. Dla tego zespołu bardzo pechowy był Rajd Wisły (Ani Gieruszczak, ani Przybylski nie mogli wyjechać drugiego dnia rajdu z parku zamkniętego), ale podczas Rajdu Karkonoskiego obaj kierowcy nawiązali równorzędną walkę z Marianem Bublewiczem. Gieruszczak skończył ten rajd na 2. miejscu.
W sezonie 1993 po śmierci Bublewicza Toyoty zdominowały sezon. Przybylski wygrywał rajdy seriami, Gieruszczak jeździł tuż za nim. Wygrał Rajd Festiwalowy, w którym nie brał udziału warszawianin, a także Rajd Karkonoski, z którego odpadł Przybylski, a w którym odrabiał spore straty do Roberta Herby i skorzystał na pechu tego kierowcy. Z powodu wypadku nie ukończył Rajdu Wisły.
W 1994 roku zabrakło miejsca dla jeleniogórzanina w zespole Toyoty. Co prawda miał ofertę z tej ekipy, by startować pożyczonym odbudowanym samochodem Przybylskiego z poprzedniego roku, ale zabrakło budżetu i Gieruszczaka na rajdowych trasach zobaczyliśmy dopiero w sezonie 1998. Ponownie zasiadł za kierownicą Toyoty Celiki, tyle że ST185. Wygrał na niej Rajd Warszawski, a w całym sezonie zajął 5. miejsce.
W 1999 roku wystartował nowszą ewolucją Celiki - ST205, którą ukończył Rajd Polski na 3. miejscu, co przy mocnej obsadzie rajdu było sporą sensacją. Cały sezon ponownie skończył na 5. pozycji, choć miał szansę na lepsze miejsce. Pomimo zapowiedzi próby swoich sił za kierownicą samochodu WRC, 19. Rajd Karkonoski (którego nie ukończył) był ostatnim w jego karierze.

### Piloci
Marek Gieruszczak jeździł z trzema pilotami – Maciejem Maciejewskim, Markiem Skrobotem i Arturem Skorupą.

## Biznesmen
Marek Gieruszczak obecnie jest właścicielem firmy Energia, zlokalizowanej w Mysłakowicach niedaleko Jeleniej Góry